# Liparetrus hirpex
Liparetrus hirpex är en skalbaggsart som beskrevs av Britton 1980. Liparetrus hirpex ingår i släktet Liparetrus och familjen Melolonthidae. Inga underarter finns listade i Catalogue of Life.